# Цвинтар забутих книжок (цикл книг)
Цвинтар забутих книжок (ісп. El Cementerio de los Libros Olvidados)  — цикл із чотирьох містичних романів, які написав Карлос Руїс Сафон та які вперше побачили світ між 2001 та 2016 роками.
Цикл частково вийшов українською мовою в 2007 і 2009 роках (перші дві книги) та в 2017 (перевидання перших двох книг і третя книга) у видавництві Книжковий клуб «Клуб сімейного дозвілля» в рамках проєкту «Світові бестселери — українською». Четверту книгу циклу опубліковано 2018 року.
Цикл книг містить чотири книги, що є незалежними оповідями про Цвинтар забутих книжок, проте між собою вони пов'язані спільними персонажами, сюжетними історіями. Книги циклу можна читати у довільному порядку, що проведе читача лабіринтом історій різними шляхами, а коли скласти усі разом  — у центр оповіді.

## Книги серії
Нижче подано книги серії у порядку виходу у світ:
1. Тінь вітру (випущений в Іспанії 2001 року, в Україні — 2007).
2. Ігри Янгола (випущений в Іспанії 2008 року, в Україні — 2009).
3. В'язень Неба (випущений в Іспанії 17 листопада 2011 року, в Україні — 2017).
4. Лабіринт духів (випущений в Іспанії 17 листопада 2016 року, в Україні — 2018).